# Acacias (Madrid)
Las Acacias es el nombre de uno de los barrios administrativos del distrito de Arganzuela, en Madrid (España). Tiene forma cuadrangular y está situado en el centro-oeste del distrito, encontrándose delimitado por la glorieta de puerta de Toledo, la ronda de Toledo y la glorieta de Embajadores al norte; la calle de Embajadores, la glorieta de Santa María de la Cabeza, el paseo de Santa María de la Cabeza y el puente de Praga al este, el río Manzanares y la avenida de la Virgen del Puerto al sur y el puente de Toledo, la glorieta de Pirámides y la calle de Toledo al oeste. Está rodeado por los barrios, pertenecientes al mismo distrito, de Palos de la Frontera, Las Delicias y La Chopera al este e Imperial al oeste; al norte limita con el barrio de Embajadores (distrito Centro) y al sur con el de Comillas (distrito Carabanchel). Dentro del sistema actual de división de la ciudad, el distrito de Arganzuela tiene el código 02 y Acacias el 22.

## Historia

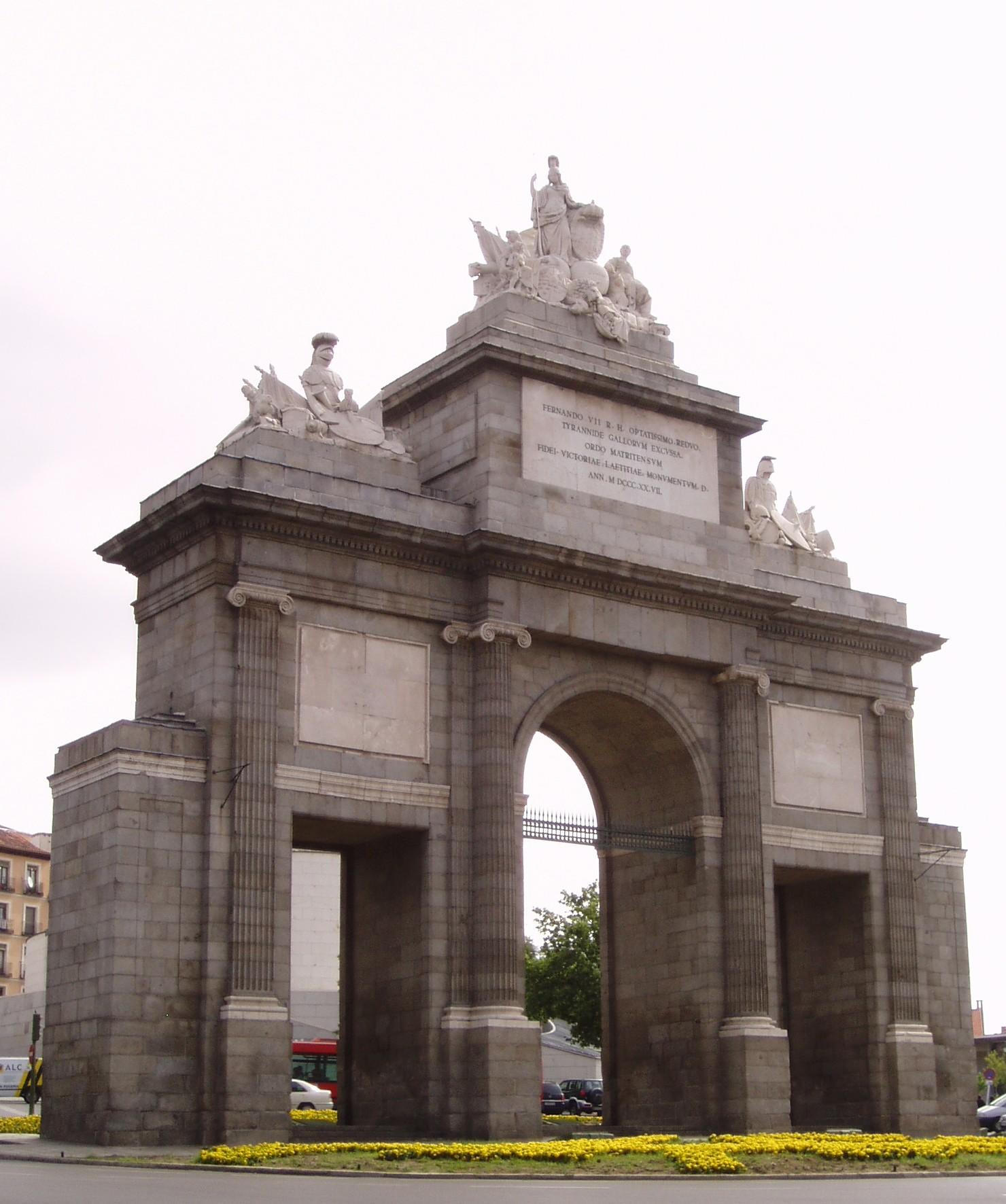
La puerta de Toledo actual.

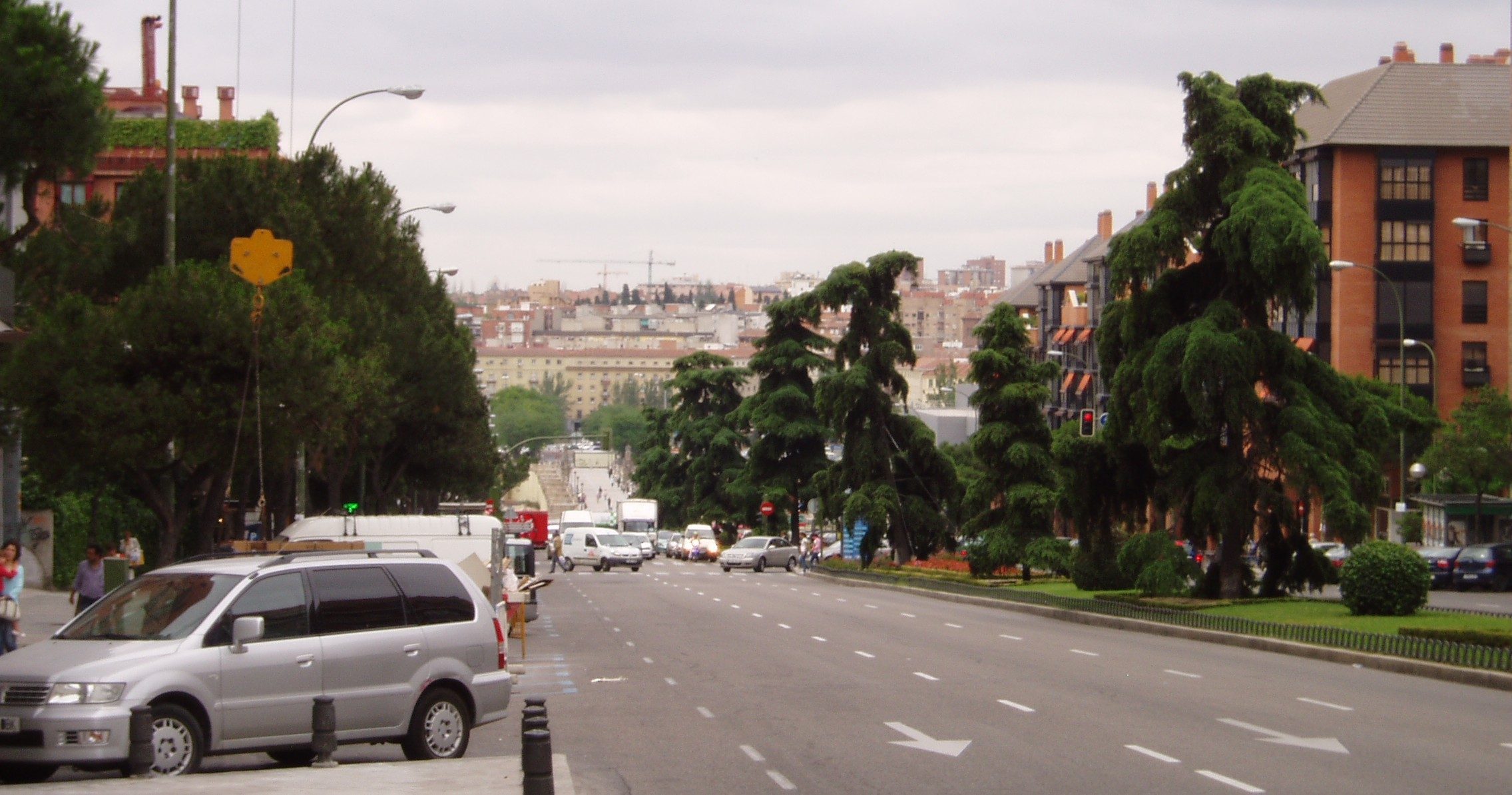
La calle de Toledo desde la puerta de Toledo. Al fondo está el puente de Toledo.

La zona sur del actual barrio y del vecino de la Chopera, más o menos desde el actual puente de Toledo hasta el de la Princesa, se encontraba en la antigüedad ocupada por una isla del río Manzanares. Según un pleito de 1427 la isla fue atribuida al señorío del Molino de la Arganzuela y era propiedad de la villa. El Concejo hizo una petición para crear en los terrenos una dehesa y por una provisión real de los Reyes Católicos de 1492 se le concedió, ampliándose con terrenos particulares, para lo cual se hizo un nuevo deslinde para pagar a sus dueños. Se creó así la dehesa de la Arganzuela, donde los vecinos podían llevar a pastar su ganado. Aunque no se sabe sus límites exactos, probablemente abarcaba toda la zona desde la actual calle del Doctor Vallejo-Nágera hasta el río. A esto se suma la instalación, por la presencia del río, de huertas, talleres y casas de labor, por lo que se puede afirmar que ya desde esa época la zona está, aunque sea mínimamente, habitada.
En tiempos de Felipe II, con la instalación de la capital en Madrid en 1561, comienza a desarrollarse la zona, ya que está en el camino de Toledo y Aranjuez, lo que conlleva la instalación de posadas y mesones en las cercanías de la antigua puerta de Toledo. Junto a esta existían a finales de siglo tres paradores, llamados La Estrella, El Sol y La Luna. De ellos parte un servicio regular de diligencias hacia Andalucía y Levante.

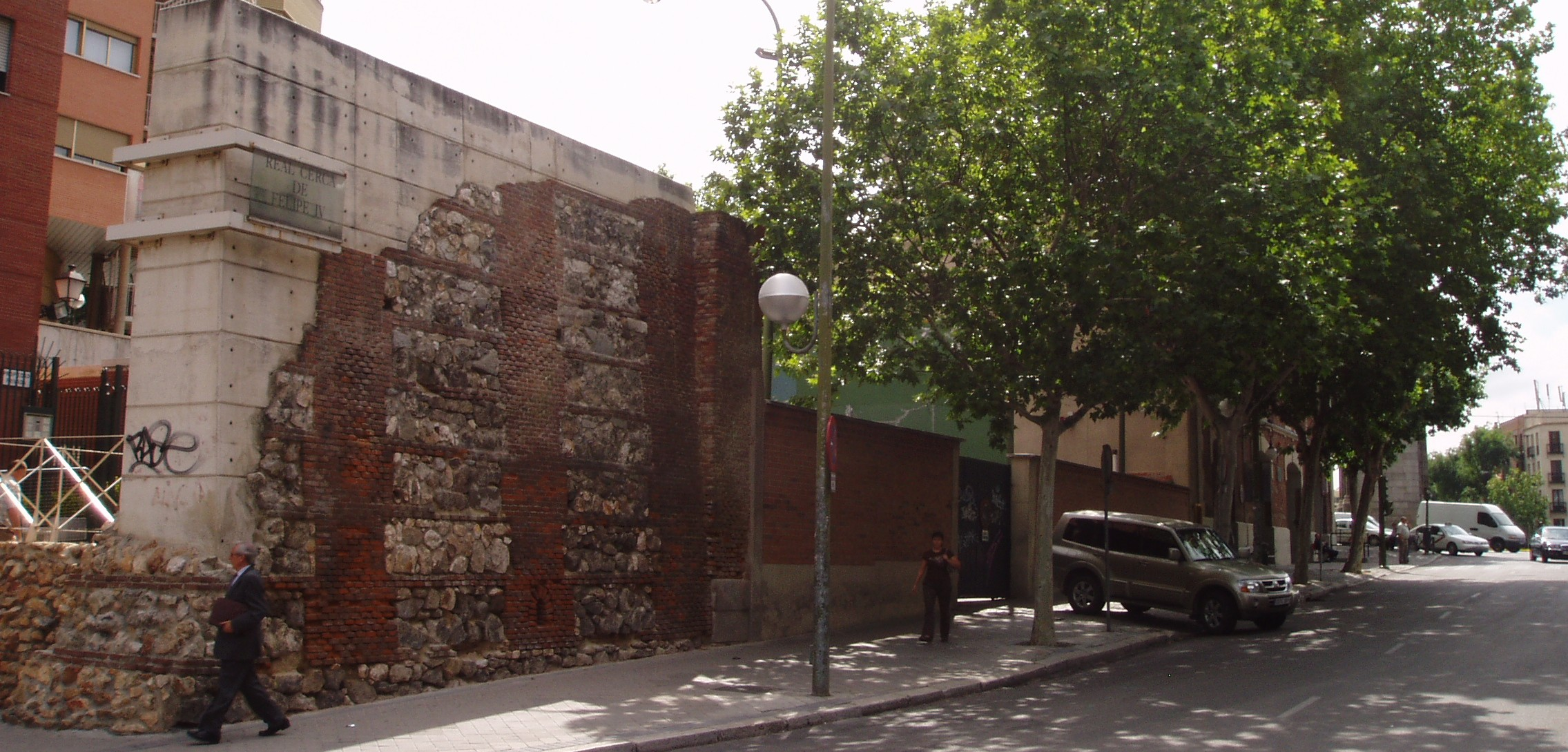
Restos de la cerca de Felipe IV. Este tramo se encuentra en la ronda de Segovia. Al fondo puede verse la puerta de Toledo. La cerca fue derribada definitivamente en 1868.

A comienzos del siglo XVIII se construye el actual puente de Toledo, lo que incrementará el desarrollo de la zona. El puente se une con la puerta homónima mediante un paseo arbolado llamado "de los Ocho Hilos", por tener ocho hileras de árboles; actualmente es el último tramo de la calle de Toledo. En tiempos de Carlos III este paseo pasa a formar parte del tridente (tres calles que salen de una misma plaza) que parte de la puerta de Toledo. Los otros dos paseos son el de los Olmos y el de Pontones.
El actual barrio se encuentra situado entre dos de estos paseos, el citado de los Ocho Hilos y el de Santa María de la Cabeza, que parte de la actual glorieta del Emperador Carlos V (los otros dos paseos de este tridente son el de las Delicias y la Ronda de Atocha). Otro tridente que configurará la zona, complementario del primero de los citados, es el que parte del puente de Toledo, formado por el paseo Imperial, el de los Ocho Hilos y el de las Acacias. Estos paseos creados en la zona sur de la ciudad, hasta el río Manzanares, sirven para embellecer los accesos a la ciudad y como zona de esparcimiento para los ciudadanos, pero no tienen una función urbanizadora. Algunos reciben el nombre de los árboles que se plantan en ellos, como el de los Olmos o el de las Acacias. En esta época, siguiendo las ordenanzas municipales, se instalan en la zona las industrias más contaminantes, que, por razones de salubridad, procuran sacarse fuera del recinto de la villa (la cerca de Felipe IV pasaba por las Rondas).

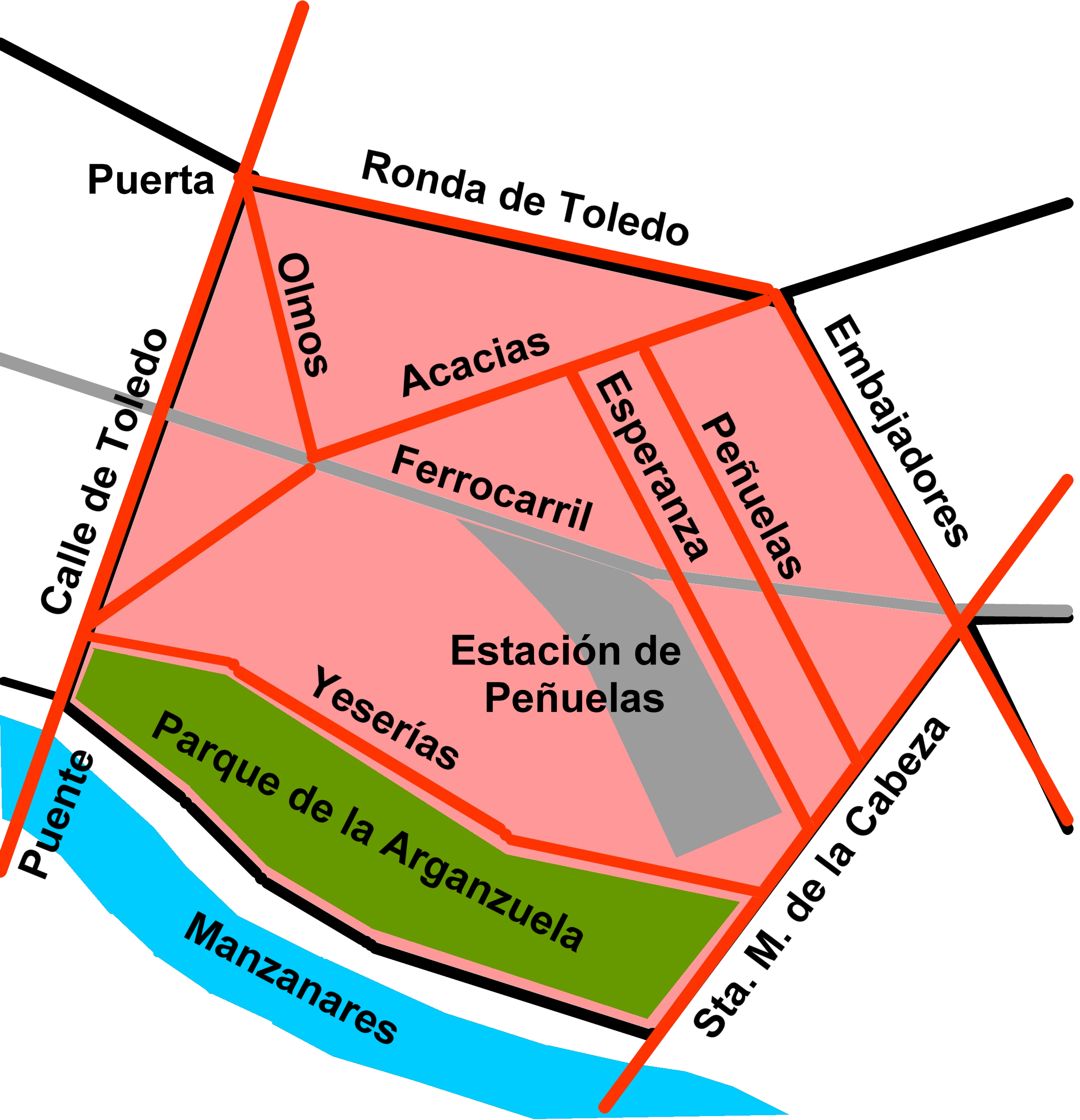
Esquema del barrio con los puntos principales que influyeron en su desarrollo.

A comienzos del siglo XIX se construye la actual puerta de Toledo, y a partir de 1847, fecha en que se instala la fábrica de gas al noroeste del barrio, junto a la puerta de Toledo, se incrementa la actividad industrial. También es debido a la creación del ferrocarril de circunvalación que une las estaciones de Atocha-Cercanías y Norte (hoy en día Príncipe Pío). Esto conlleva la aparición de una barriada de trabajadores, pese a la insalubridad de la zona debida a la presencia del río y del cercano Real Canal del Manzanares, el proyecto surgido el siglo anterior con la idea de comunicar fluvialmente el Manzanares con el mar y que, en estado de semiabandono, constituía un foco de epidemias e infecciones. El canal, paralelo al río por su lado norte, se cegaría a comienzos de la segunda mitad del siglo. Junto a la calle de Embajadores también hay un núcleo de viviendas de los trabajadores de la cercana fábrica de Tabacos, creada en 1809.
El gasómetro funcionaria hasta 1967; en su lugar hay actualmente un parque y una chimenea de ladrillo y el nombre de la calle en que se asentaba son los únicos recuerdos que quedan de la fábrica. Además de por las fábricas, la zona tenía en aquella época una gran importancia económica por otro motivo: por la puerta de Toledo se recaudan el 65% de los impuestos municipales relacionados con el abastecimiento de la ciudad.
En 1860 se aprueba el Plan de Ensanche de Madrid de Carlos María de Castro, que pretendía la construcción de barrios con calles perfectamente rectilíneas en sentido norte-sur y este-oeste. Castro respeta en Acacias el trazado de los antiguos paseos barrocos surgidos en torno al paseo de los Ocho Hilos, así como la zona de huertas situadas al sur, manteniendo su carácter rural, pero, en la zona oriental del barrio, sí contempla la desaparición de la calle de Embajadores y el paseo de Santa María de la Cabeza. En 1868 se derriba la vieja muralla de Felipe IV y el barrio se integra oficialmente en la ciudad. Mientras tanto, el plan de Castro, muy criticado ya en su época por falta de realismo, no se lleva a cabo en esta zona, que sigue ocupándose desordenadamente con viviendas y fábricas que conviven con las huertas junto al Manzanares. 

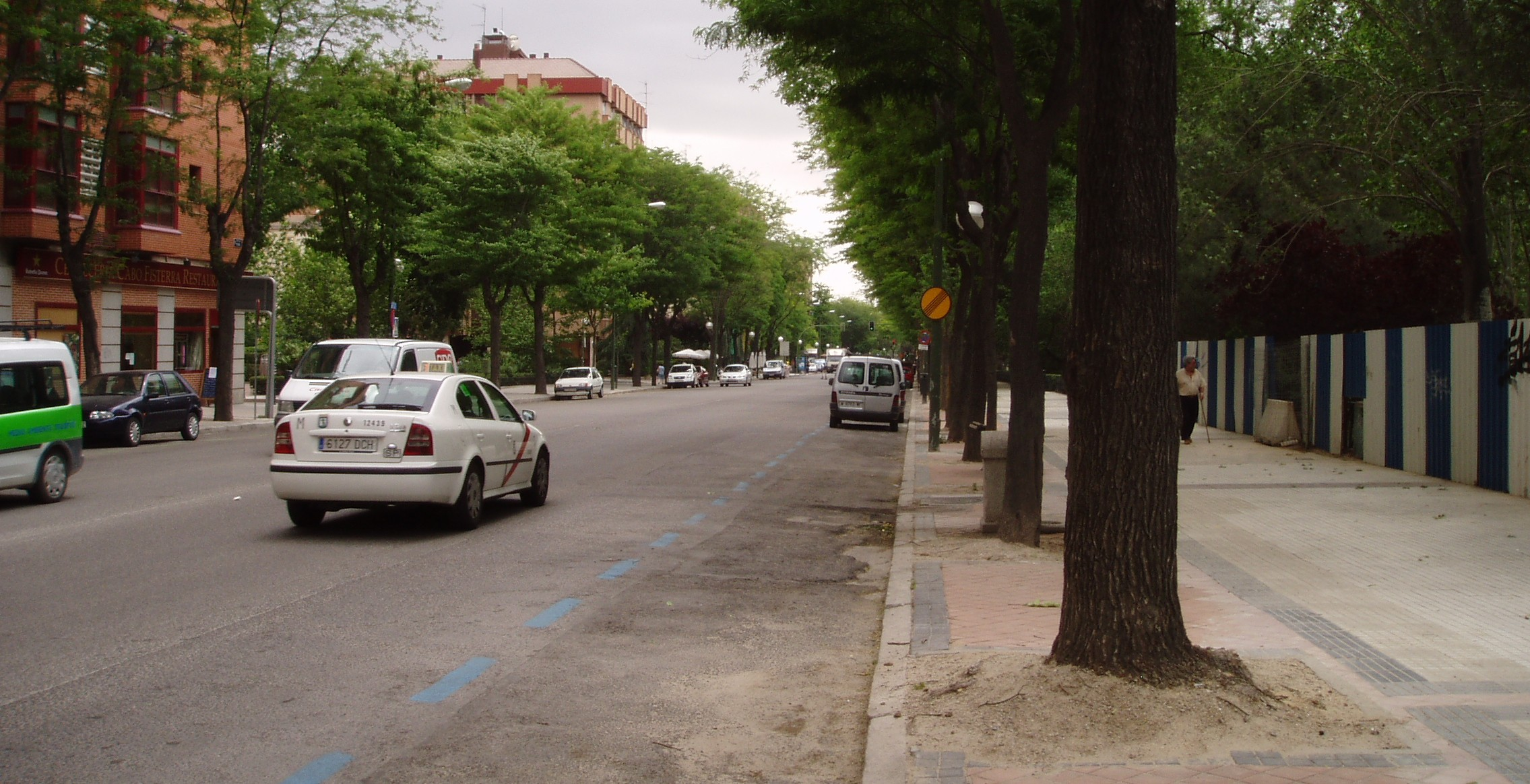
El paseo de Yeserías en la actualidad

El principal núcleo poblacional a principios del siglo XX son las manzanas surgidas entre la calle Embajadores y el paseo de la Esperanza, en torno a la calle Peñuelas, que le daría nombre y donde ya en 1868 el ayuntamiento había planeado la construcción de casas baratas para los obreros. También hay casas en el paseo de las Acacias, donde hay tres escuelas y otras tantas fuentes públicas. En el paseo de Yeserías estaba la alcaldía del barrio. En 1904 se proyecta prolongar la Ribera de Curtidores hasta el paseo de las Acacias, para unir el barrio con el centro de la ciudad por una nueva vía, pero el plan no se lleva a cabo. También se proyectó unir la actual plaza de Ortega Munilla con la zona del puente de Praga, para dedicar toda la zona sur de esa nueva vía al parque de la dehesa de la Arganzuela, que llegaría hasta el río. Por último, se proyecta una vía de ronda paralela al Manzanares.
Todos estos planes no se llevaron a cabo y en 1908 se construye la estación de Peñuelas en los terrenos que se habían pensado destinar a mercado de la ciudad. En 1922 se propone, consagrando lo que ya era una realidad y sin llegar a cumplirse, dedicar toda la zona oeste del distrito de Arganzuela, desde el paseo de las Delicias, exclusivamente a uso industrial. Años después se propone crear en las márgenes del río Manzanares un gran parque lineal y, a ambos lados, vías para el tráfico pesado que conducirían a las fábricas.

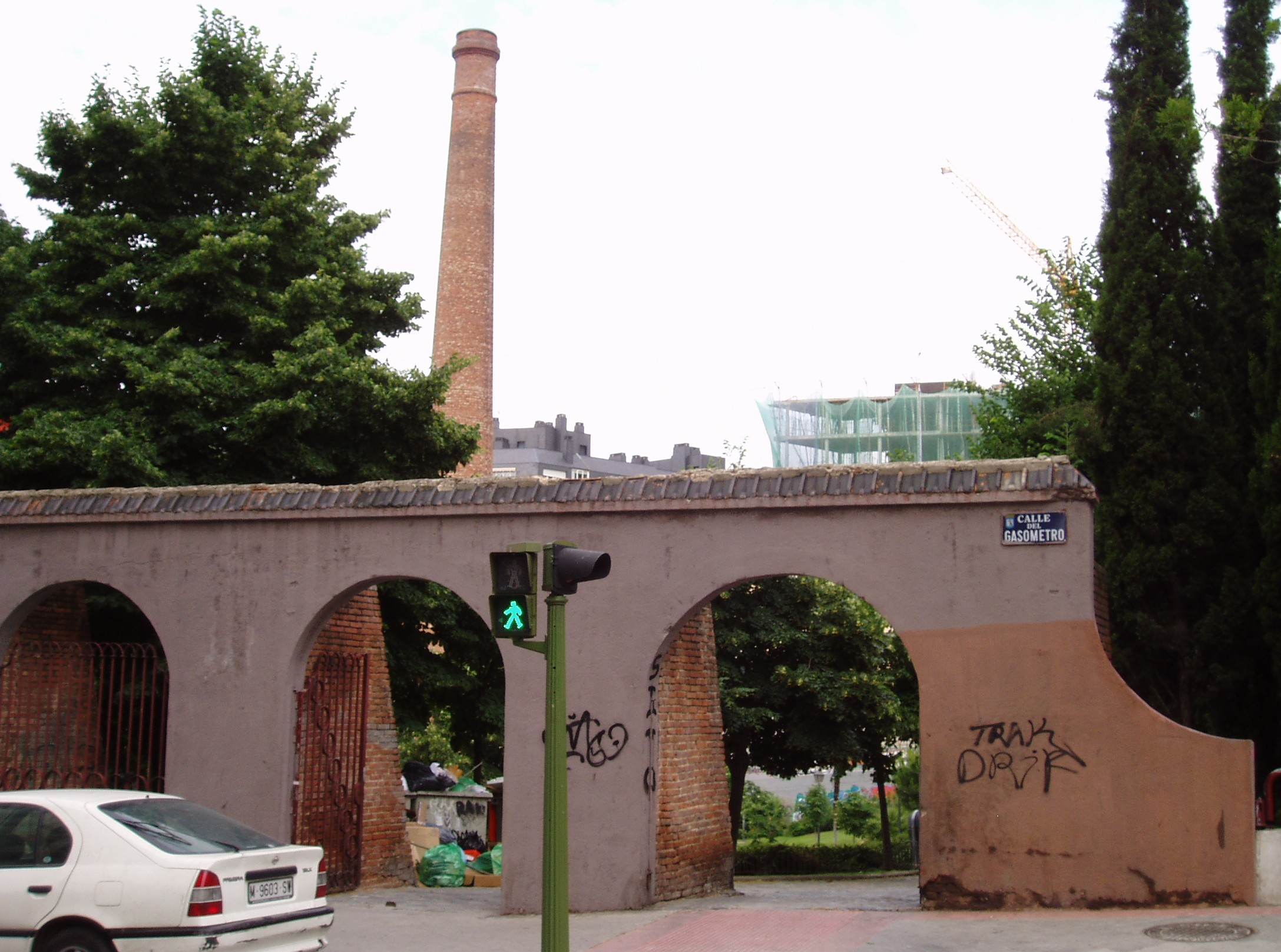
Parque del Gasómetro, ubicado donde se situaba la antigua fábrica de gas, de la que sólo perdura la entrada y una chimenea de ladrillo.

Mientras tanto, el barrio de Peñuelas permaneció en un semiabandono por parte del ayuntamiento, que se limitó a renovar el firme de algunas calles, por lo que llegaría a los años treinta manteniendo su carácter suburbial. Entonces, gracias a la oposición socialista en el ayuntamiento, hubo algunas mejoras, pero tras la Guerra Civil, el barrio volvió a caer en el olvido hasta que en los años sesenta comienza la desindustrialización de la zona, debido a la instalación de las industrias en zonas más alejadas del centro. Se potencia entonces el barrio como zona residencial por sus buenas comunicaciones con el centro, con lo que durante las siguientes décadas conviven en la zona las antiguas casas de un solo piso con otras construcciones más modernas y las fábricas y almacenes que se van abandonando. Ya en los años ochenta, con el soterramiento de las vías del tren, el cierre definitivo de las industrias y la desaparición de la estación de Peñuelas, en cuyo lugar se construye un aparcamiento subterráneo y sobre él un parque, el barrio toma su definitivo carácter residencial.

## Población
Según cifras del Ayuntamiento de Madrid a 1 de enero de 2023, la población total del barrio es de 29831 habitantes

## Calles
Las principales calles del barrio Acacias son:
- Calle de Toledo
- Ronda de Toledo
- Calle de Embajadores
- Paseo de las Yeserías
- Paseo de Sta. Mª de la Cabeza
- Glorieta de la Pta. de Toledo
- Glorieta de Embajadores
- Glorieta de Sta. Mª de la Cabeza
- Glorieta de Pirámides
- Paseo de las Acacias
- Plaza de Ortega y Munilla
- Paseo de los Olmos
- Paseo del Dr. Vallejo Nájera
- Calle de la Ribera de Curtidores
- Calle del Gasómetro
- Paseo de la Esperanza
- Calle de Arganda
- Calle de Ercilla
- Calle de Soria
- Calle del Laurel
- Calle de Martín de Vargas
- Calle Moratines
- Calle de San Isidoro de Sevilla
- Calle de las Peñuelas
- Calle de los Nogales
- Calle de Majuelo
- Calle Labrador
- Calle Arquitectura
- Calle Valdelasierra
- Calle de Carmen Cobena
- Calle de Melilla
- Calle de las Cigarreras
- Calle Villa de Arbancón
- Calle de las Naves
- Calle Baños de Montemayor
- Calle de Gargantilla
- Calle de Pozuelo de Zarzón
- Calle de Carvajales
- Calle de San Anastasio
- Plaza de las Peñuelas
- Calle Palo de Rosa
- Calle de la Caoba
- Calle de Santoclides
- Travesía de San Isidoro de Sevilla
- Calle del Concejal Benito Martín Lozano

## Turismo
Los dos puntos turísticos más importantes del distrito son sin duda la puerta de Toledo y el puente de Toledo.
Tras el soterramiento de la M-30, se construyó sobre el espacio liberado un parque lineal a todo lo largo del río Manzanares que, en el barrio de Acacias, enlaza con el parque de la Arganzuela.

## Cultura
Son numerosos los puntos de interés cultural del barrio de las Acacias en Madrid. El más representativo probablemente sea el puente de Toledo, que une ambas riberas del río Manzanares conectando el distrito de Arganzuela con el de Carabanchel. El puente es de estilo Barroco-churrigueresco, y fue construido entre los años 1718 y 1732 siguiendo el diseño del arquitecto Primo de Rivera.
Adentrándose en el barrio surgen otros lugares de cierta importancia, como los Jardines de Concha Piquer, el Parque de la Chimenea (o del Gasómetro, también llamado así por estar situado en el recinto que antes ocupaba la antigua fábrica de gas) o el parque y la plaza de las Peñuelas, donde antes estaba situada la Fuente de la Fama que desde 1880 reposa detrás del Museo de Historia de Madrid, en la zona de Tribunal.
Uno de los aspectos por los que más destaca esta zona de Madrid en términos de cultura, sin embargo, es por la reciente proliferación de salas de teatro alternativo que ha sufrido en los últimos años. Concentradas la mayoría en torno a la calle Ercilla, destaca sobre todo la sala Cuarta Pared, fundada en el año 1985, por ser una de las primeras dedicadas a este tipo de actividad en la zona y por haber consolidado las trayectorias, entre otros, de Rodrigo García y Angélica Liddell.
En años sucesivos irían surgiendo nuevas salas de formato similar, abarrotando el reducido espacio de apenas 500 metros que separa la calle del Labrador de la Calle de Moratines y consolidando la zona como un nuevo hervidero de cultura frente a otros circuitos independientes más clásicos como los de La Latina, Embajadores o Lavapiés.
Algunas de estas salas, entre antiguas y modernas, incluyen la ya mencionada Cuarta Pared, el teatro Lagrada, Plot Point, La Encina Teatro y, a escasos metros de la calle Ercilla, Estudio 2.

## Transportes

### Cercanías Madrid
El barrio cuenta con las estaciones de Embajadores (C-5) y Pirámides (C-10)

### Metro de Madrid
Las líneas 3 y 5 dan servicio al barrio con las estaciones de Embajadores (L3), Puerta de Toledo (L5), Acacias (L5) y Pirámides (L5)

### Autobuses
| Línea | Terminales                       |
| ----- | -------------------------------- |
| 3     | Puerta de Toledo – San Amaro     |
| 17    | Plaza Mayor – Parque Europa      |
| 18    | Plaza Mayor – Villaverde Cruce   |
| 23    | Plaza Mayor – Villaverde Cruce   |
| 27    | Embajadores – Plaza de Castilla  |
| 34    | Cibeles – Las Águilas            |
| 35    | Plaza Mayor – Carabanchel Alto   |
| 36    | Atocha – Campamento              |
| 41    | Atocha – Colonia Manzanares      |
| 55    | Atocha – Batán                   |
| 60    | Plaza de la Cebada – Orcasitas   |
| 62    | Cristo Rey– Los Puertos          |
| 78    | Embajadores – San Fermín         |
| 116   | Embajadores – Villaverde Cruce   |
| 118   | Embajadores – La Peseta          |
| 119   | Atocha – Barrio de Goya          |
| 148   | Callao – Puente de Vallecas      |
| C1    | Circular 1                       |
| C2    | Circular 2                       |
| N12   | Cibeles – Butarque               |
| N15   | Cibeles – Hospital 12 de Octubre |
| N16   | Cibeles – La Peseta              |
| N17   | Cibeles – Carabanchel Alto       |
| N26   | Alonso Martínez – Aluche         |
| NC1   | Circular 1                       |
| NC2   | Circular 2                       |
| E1    | Cibeles - La Peseta              |
| M1    | Sol/Sevilla – Embajadores        |